# Elisa Wipf

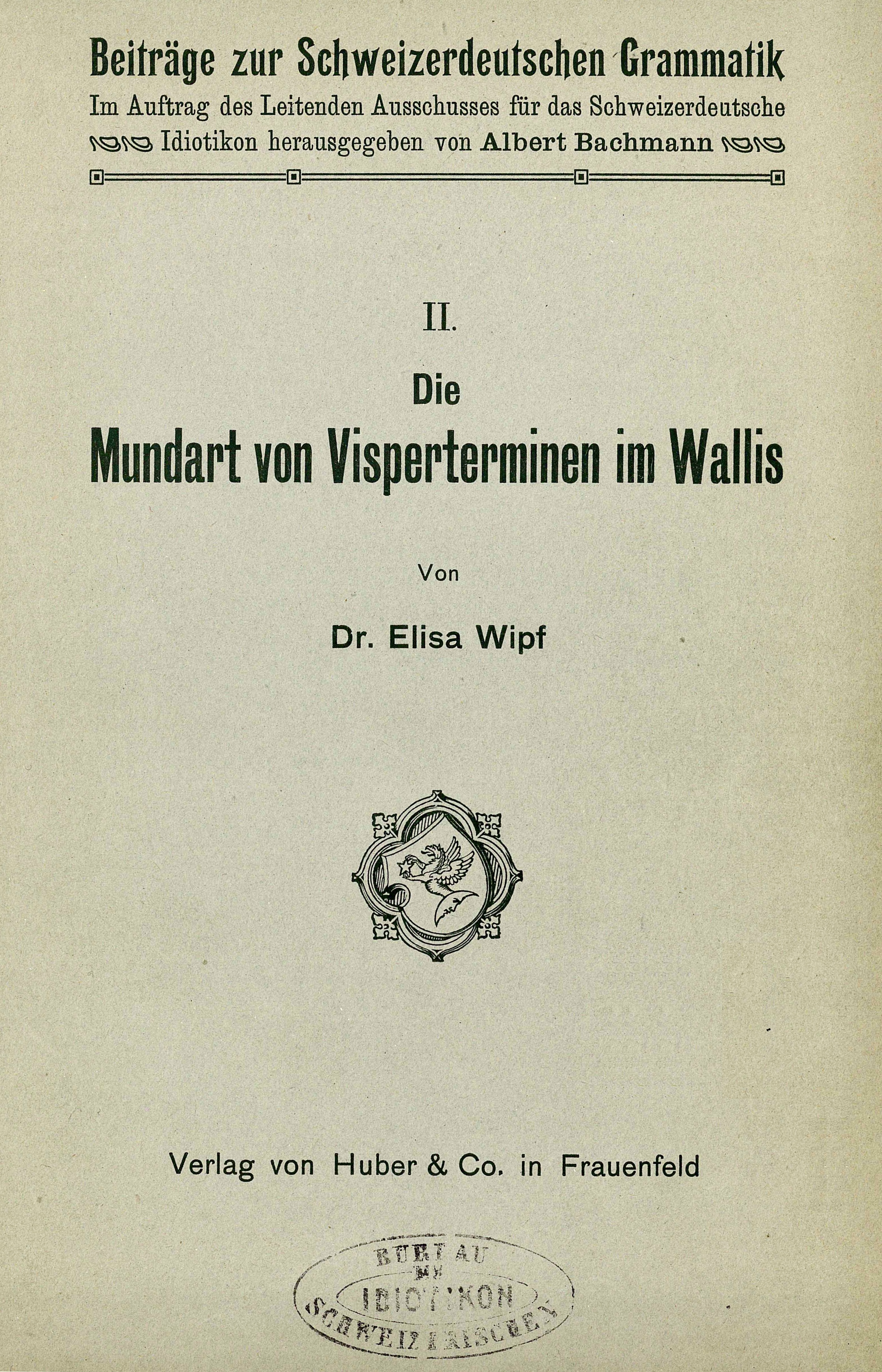
Titelblatt der Dissertation von Elisa Wipf

Elisa Wipf oder Elise Wipf (* 12. Mai 1882 in Männedorf; † 4. März 1929 in Zürich) war eine Schweizer Germanistin, Lehrerin und Redaktorin. Ihre Dissertation zum Walliserdeutschen war ein Meilenstein der Dialektologie. 1908 trat sie als erste Frau in die Redaktion des Schweizerischen Idiotikons ein. Später arbeitete sie als Lehrerin in South Dakota (USA), dann als Redaktorin der Woche im Bild und der Neuen Zürcher Nachrichten.

## Leben
1886 zog die Familie – der Vater war Lehrer – von Männedorf nach Zürich. 1902 bestand Elisa Wipf an der Seminarabteilung der Höheren Töchterschule (heute Kantonsschule Hohe Promenade) die Matura. Sie schrieb sich anschliessend an der Universität Zürich für Germanistik und weitere Fächer ein. 1904 erhielt sie «für löbliche Seminarbetätigung» 100 Franken. 1907 schloss sie bei Albert Bachmann mit einer Dissertation über den altertümlichen Dialekt von Visperterminen im Kanton Wallis, der 1910 in der Reihe Beiträge zur Schweizerdeutschen Grammatik erschien, das Studium ab. 
Ihre Arbeit war die erste wissenschaftliche Abhandlung einer walliserdeutschen Mundart und stellte die junggrammatische Forschungsrichtung beziehungsweise deren Überzeugung, dass Lautgesetze ausnahmslos seien, vor die Frage, warum in der Mundart von Visperterminen eine Reihe althochdeutscher auslautender Vokale (-a, -o, -u) erhalten geblieben sind, die lautgesetzlich hätten schwinden müssen. Wipf erklärte den unterbleibenden Schwund damit, dass «der Stärkeabstand der Schwachtonsilben von den starktonigen […] bei weitem nicht so gross wie sowohl im Musterdeutschen als in sämtlichen andern mir bekannten schweizerdeutschen Mundarten» sei. Im Jahr des Abschlusses der Promotion durchwanderte Wipf im Auftrag des Leitenden Ausschusses des Schweizerischen Idiotikons das Oberwallis, um weitere Aufzeichnungen für dieses Wörterbuch zu machen.
Als zur selben Zeit Eduard Schwyzer seine Tätigkeit als Idiotikon-Redaktor reduzieren musste, da er zum Lehrer an der Höheren Töchterschule gewählt worden war, zog Albert Bachmann, der auch Chefredaktor des Schweizerischen Idiotikons war, Wipf als Redaktorin bei. Gab es schon zuvor mehrere «Bureaugehilfinnen», so war Wipf die erste Frau, die ab dem 1. April 1908 als «Redaktorin» dem Redaktionsteam angehörte und damit nicht nur Vorarbeiten leistete, sondern Wortartikel schrieb.
1910 nahm sie eine Stelle als Lehrerin in Sturgis (South Dakota) an und kündigte im Sommer «ganz plötzlich und ohne sich an die vertragliche Kündigungsfrist zu kehren». Dies versetzte die Idiotikon-Redaktion in grössere Schwierigkeiten, zumal im gleichen Jahr Redaktor Hermann Blattner gestorben war. Ein Nachfolger in der Person von Otto Gröger wurde erst im Folgejahr gefunden. Wegen ihrer kurzen Mitarbeit und aus Verärgerung des Chefredaktors erscheint Wipf nicht auf dem Titelblatt der beiden Bände VI und VII, an denen sie mitgearbeitet hat.
Später kehrte Wipf wieder nach Zürich zurück. Sie redigierte für Die Woche im Bild. Illustrierte katholische Familienzeitschrift die Rubrik Aus der Welt der Frauen und schrieb überdies für die (ebenfalls katholisch ausgerichteten) Neuen Zürcher Nachrichten. 1929 verschied sie im Alter von noch nicht 47 Jahren an den Folgen eines Schlaganfalls. Im Nachruf, den die letztere Zeitung brachte, hiess es:
«Ihr reiches Wissen, das sie sich in gründlichen Studien geholt, und eine große schriftstellerische und kritische Erfahrung befähig[t]en sie zu diesem Beruf ganz besonders. Sie hatte für die volkstümlich-literarische Produktion der Gegenwart ein gutes Auge und traf immer eine gute Auswahl für die Zeitschrift, die in weite Volkskreise Eingang gefunden hat und trotzdem immer auf einer literarisch achtbaren Höhe stand.»

## Publikationen
- Die Mundart von Visperterminen im Wallis (= Beiträge zur Schweizerdeutschen Grammatik. Band 2). Huber, Frauenfeld 1910 (Digitalisat).
- Wortartikel im Schweizerischen Idiotikon (am Schluss von Band VI und am Anfang von Band VII).
- Der Sünder (Tannhäuser). In: Schweizerisches Archiv für Volkskunde 11, 1907, S. 53 f. (Digitalisat).